# Кастелно л Ле
Кастелно л Ле (фр. Castelnau-le-Lez) је насеље и општина у јужној Француској у региону Лангдок-Русијон, у департману Еро која припада префектури Монпелије.
По подацима из 2011. године у општини је живело 15.951 становника, а густина насељености је износила 1426,74 становника/km². Општина се простире на површини од 11,18 km². Налази се на средњој надморској висини од 60 метара (максималној 93 m, а минималној 19 m).

## Демографија
| 1962. | 1968. | 1975. | 1982. | 1990.  | 1999.  | 2011.  |
| ----- | ----- | ----- | ----- | ------ | ------ | ------ |
| 4.979 | 8.169 | 9.339 | 9.884 | 11.043 | 14.214 | 15.951 |

График промене броја становника у току последњих година